# Azodicarboxilato de dietilo
El azodicarboxilato de dietilo, frecuentemente abreviado como DEAD, es el compuesto orgánico de estructura CH3CH2O2CN=NCO2CH2CH3. Como lo indica su fórmula, la molécula consiste de un grupo funcional azo central, RN=NR, flanqueado por dos grupos éster de etilo. Este líquido rojo anaranjado es un reactivo muy valioso, pero también bastante peligroso.

## Preparación
Aunque está disponible ampliamente en el mercado, el azodicarboxilato de dietilo puede ser preparado en el laboratorio. Una síntesis en dos pasos empieza a partir de la hidrazina, primero por alquilación con cloroformiato de etilo, seguido por tratamiento del hidrazodicarboxilato de dietilo con cloro o ácido nítrico fumante rojo:

## Aplicaciones
El DEAD es un componente eficiente en las reacciones de Diels-Alder y en la química click, por ejemplo, la síntesis del biciclo[2.1.0]pentano.
El DEAD es un reactivo importante en la reacción de Mitsunobu, donde forma un aducto con las fosfinas. En un estudio el compuesto, junto con la trifenilfosfina y una calcona formó una pirazolina:

## Seguridad
El DEAD es tóxico, sensible al choque, y térmicamente inestable. Es manipulado como una solución, raramente como el compuesto puro. Los peligros en la manipulación del mismo han resultado en un rápido decline del uso del DEAD y su reemplazo con DIAD (azodicarboxilato de diisopropilo).